# یانیک فریرا کاراسکو
یانیک فریرا کاراسکو (اسپانیایی: Yannick Ferreira Carrasco‎؛ زادهٔ ۴ سپتامبر ۱۹۹۳) بازیکن فوتبال اهل بلژیک است.که در باشگاه فوتبال الشباب عربستان سعودی و تیم ملی فوتبال بلژیک در پست وینگر بازی می‌کند.
او کار خود را با موناکو آغاز کرد، جایی که در ۱۰۵ بازی حرفه‌ای ۲۰ گل به ثمر رساند. در اولین فصل حضورش در لیگ ۲، قهرمان شد و در فصل دوم نایب قهرمان لیگ ۱ شد. در سال ۲۰۱۵، او با مبلغ ۲۰ میلیون یورو به اتلتیکو مادرید پیوست و در فینال به عنوان نایب قهرمان لیگ قهرمانان اروپا گلزنی کرد. پس از دو سال حضور در اتلتیکو مادرید در انتقالی بسایار عجیب به دالیان پروفشنال در لیگ چین پیوست کاراسکو در اوایل سال ۲۰۲۰ به صورت قرضی به اتلتیکو بازگشت. در سپتامبر ۲۰۲۰ اعلام شد که کاراسکو رسماً به صورت دائمی به اتلتیکو منتقل خواهد شد و قراردادی چهار ساله امضا خواهد کرد. او در سال 2023 به الشباب  عربستان سعودی با قردادی به ارزش 15 میلیون یورو پیوست.

## آمار ملی

### بازی‌های ملی
تا تاریخ ۱۹ نوامبر ۲۰۲۳
| بلژیک | بلژیک | بلژیک | بلژیک  |
| سال   | بازی  | گل    | پاس گل |
| ----- | ----- | ----- | ------ |
| ۲۰۱۵  | ۴     | ۰     | ۱      |
| ۲۰۱۶  | ۱۱    | ۴     | ۱      |
| ۲۰۱۷  | ۷     | ۱     | ۱      |
| ۲۰۱۸  | ۱۲    | ۰     | ۲      |
| ۲۰۱۹  | ۷     | ۱     | ۴      |
| ۲۰۲۰  | ۳     | ۰     | ۰      |
| ۲۰۲۱  | ۱۰    | ۲     | ۳      |
| ۲۰۲۲  | ۸     | ۰     | ۲      |
| ۲۰۲۳  | ۱۰    | ۳     | ۳      |
| مجموع | ۷۲    | ۱۱    | ۱۷     |

### گل‌های ملی
| شماره | تاریخ          | میزبان   | بازی ملی | حریف      | نتیجه | رقابت                             |
| ----- | -------------- | -------- | -------- | --------- | ----- | --------------------------------- |
| ۱     | ۲۶ ژوئن ۲۰۱۶   | تولوز    | ۸        | مجارستان  | ۴–۰   | جام ملت‌های اروپا ۲۰۱۶             |
| ۲     | ۶ سپتامبر ۲۰۱۶ | نیکوزیا  | ۱۱       | قبرس      | ۳–۰   | مقدماتی جام جهانی ۲۰۱۸            |
| ۳     | ۹ نوامبر ۲۰۱۶  | آمستردام | ۱۴       | هلند      | ۱–۱   | دوستانه                           |
| ۴     | ۱۴ نوامبر ۲۰۱۶ | بروکسل   | ۱۵       | استونی    | ۸–۱   | مقدماتی جام جهانی ۲۰۱۸            |
| ۵     | ۷ اکتبر ۲۰۱۷   | سارایوو  | ۲۲       | بوسنی     | ۴–۳   | مقدماتی جام جهانی ۲۰۱۸            |
| ۶     | ۱۹ نوامبر ۲۰۱۹ | بروکسل   | ۴۱       | قبرس      | ۶–۱   | مقدماتی جام ملت‌های اروپا ۲۰۲۰     |
| ۷     | ۷ اکتبر ۲۰۲۱   | تورین    | ۵۲       | فرانسه    | ۲–۳   | مرحله نهایی لیگ ملت‌های اروپا ۲۰۲۱ |
| ۸     | ۱۳ نوامبر ۲۰۲۱ | بروکسل   | ۵۴       | استونی    | ۳–۱   | مقدماتی جام جهانی ۲۰۲۲            |
| ۹     | ۲۸ مارس ۲۰۲۳   | کلن      | ۶۴       | آلمان     | ۳–۲   | دوستانه                           |
| ۱۰    | ۹ سپتامبر ۲۰۲۳ | باکو     | ۶۷       | آذربایجان | ۱–۰   | مقدماتی جام ملت‌های اروپا ۲۰۲۴     |
| ۱۱    | ۱۵ نوامبر ۲۰۲۳ | لوون     | ۷۱       | صربستان   | ۱–۰   | دوستانه                           |